# Штоперица
Штоперица је сат направљен да мери количину времена које прође између тренутка покретања и тренутка заустављања.
Штоперица је обично направљена тако да се покрене на притисак дугмета на врху и да се заустави поновним притиском на дугме да би показала протекло време. Притисак на друго дугме враћа штоперицу на нулу. Друго дугме се такође користи за мерење пролазног времена. Када је дугме за пролазно време притиснуто док време иде, дисплеј се замрзне, али сатни механизам наставља да мери укупно протекло време. Још једним притиском на дугме за пролазно време сат наставља да мери укупно време.
Механичке штоперице покреће опруга, која се мора повремено навити окретањем дугмета на врху сата.
Дигиталне електронске штоперице, захваљујући кристалном осцилатору, много су прецизније од механичких. Пошто имају микрочип, обично имају и показивач датума и времена дана. Неки могу имати и конекторе за спољне сензоре, којима се штоперица покреће неким спољним догађајем и тако мери време много прецизније него што се то може постићи притиском прста на дугме.
Штоперица се користи када је потребно прецизно измерити време уз најмање компликација. Примери њене употребе су лабораторијски експерименти и спортски догађаји.
Велике дигиталне верзије штоперица, да би се могле видети с велике даљине, користе се најчешће на спортским стадионима.
Функција штоперице је, као додатна функција, присутна код многих дигиталних сатова и мобилних телефона. Ако аналогни сат има и функцију штоперице назива се хронограф.

## Онлајн-секундомери
Савремени секундомери се деле на неколико типова, укључујући традиционалне аналогне и дигиталне уређаје, као и онлајн-секундомере, доступне корисницима посредством интернет-прегледача без потребе за инсталирањем додатног софтвера.
Онлајн-секундомери представљају дигиталне апликације, које функционишу директно у веб-прегледачима на рачунарима, таблетима или мобилним уређајима. Они укључују стандардне функције, карактеристичне за традиционалне секундомере: покретање, заустављање, ресетовање и мерење међувременских интервала. Такви онлајн-сервиси су добили велику популарност захваљујући једноставности употребе и високом нивоу доступности.
Једна од кључних карактеристика онлајн-секундомера је њихова способност да задрже активност и наставе бројање времена чак и при пребацивању корисника између картица прегледача или током коришћења других апликација на уређају. Међутим, ако је картица прегледача, на којој је отворен онлајн-секундомер, затворена, или ако уређај пређе у режим спавања, секундомер престаје са радом и прекида мерење времена. Многи онлајн-секундомери такође нуде могућност чувања резултата мерења и извоза података у CSV формату за накнадну анализу или архивирање.
Дигитални секундомери, укључујући онлајн-верзије, одликују се високом прецизношћу захваљујући употреби кварцног осцилатора, што их чини поузданијим у поређењу са механичким аналогима. Такви уређаји се широко користе у спортским догађајима, лабораторијским истраживањима, техничким испитивањима и другим областима, где се захтева прецизно мерење временских интервала и минимизација грешака.
На тај начин, онлајн-секундомери значајно проширују могућности традиционалних уређаја, обезбеђујући удобност, доступност и високу прецизност мерења, што одговара захтевима савремених корисника у погледу функционалности и практичности мерних инструмената.

## Note
<references>
1. ↑  „Stopwatch and Timer Calibrations”. tsapps.nist.gov. Приступљено 24. 3. 2025.
2. ↑  „Web Browser”. www.geeksforgeeks.org. Приступљено 24. 3. 2025.
3. ↑  „Online Application”. www.sciencedirect.com. Приступљено 24. 3. 2025.
4. ↑  „Time and Frequency from A to Z, Ti”. www.nist.gov. Приступљено 24. 3. 2025.
5. ↑  „Advantages and Disadvantages of Cloud Computing”. cloud.google.com. Приступљено 24. 3. 2025.
6. ↑  „Onlajn štoperica”. onlinealarmkur.com. Приступљено 24. 3. 2025.
7. ↑  „Toggl Track Browser Extension”. support.toggl.com. Приступљено 24. 3. 2025.
8. ↑  „Create CSV File from Celonis Output”. docs.celonis.com. Приступљено 24. 3. 2025.
9. ↑  „Why are digital timekeeping devices more precise?”. www.tutorchase.com. Приступљено 24. 3. 2025.
10. ↑  „Reliability and Accuracy of Handheld Stopwatches Compared With Electronic Timing in Measuring Sprint Performance”. www.researchgate.net. Приступљено 24. 3. 2025.
11. ↑  „Finn tidsforskjell mellom byer og land”. www.timeanddate.no. Приступљено 24. 3. 2025.
12. ↑  „The Top 10 Visual Countdown Timers Online”. www.thefountaininstitute.com. Приступљено 24. 3. 2025.